# Timoti Muzi
Timoti Lior Muzi (in ebraico טימותי ליאור מוזי‎?; 24 agosto 2001) è un calciatore sudafricano naturalizzato israeliano, attaccante del Beitar Gerusalemme.

## Biografia
Nato in Sudafrica, si è trasferito da piccolo con la sua famiglia in Israele. Nel 2021 ha ottenuto la cittadinanza israeliana.

## Carriera

### Club
Cresciuto nel settore giovanile del Maccabi Haifa, ha esordito in prima squadra il 21 luglio 2019, in occasione dell'incontro della Toto Cup perso per 0-1 contro l'Hapoel Be'er Sheva. Il 24 novembre 2020 ha anche esordito in Ligat ha'Al, disputando l'incontro perso per 3-2 contro l'Hapoel Kfar Saba. Negli anni successivi, viene ceduto in prestito a Hapoel Kfar Saba, Hapoel Nof HaGalil e Ironi K. Shmona, sempre nella massima divisione israeliana.

### Nazionale
Nel 2022 ha esordito con la nazionale israeliana Under-21.

## Statistiche

### Presenze e reti nei club
Statistiche aggiornate al 21 dicembre 2022.
| Stagione        | Squadra            | Campionato      | Campionato | Campionato | Coppe nazionali | Coppe nazionali | Coppe nazionali | Coppe continentali | Coppe continentali | Coppe continentali | Altre coppe | Altre coppe | Altre coppe | Totale | Totale |
| Stagione        | Squadra            | Comp            | Pres       | Reti       | Comp            | Pres            | Reti            | Comp               | Pres               | Reti               | Comp        | Pres        | Reti        | Pres   | Reti   |
| --------------- | ------------------ | --------------- | ---------- | ---------- | --------------- | --------------- | --------------- | ------------------ | ------------------ | ------------------ | ----------- | ----------- | ----------- | ------ | ------ |
| 2019-2020       | Maccabi Haifa      | LHA             | -          | -          | CI+TC           | 0+1             | 0               | UEL                | -                  | -                  |             | -           | -           | 1      | 0      |
| 2020-feb. 2021  | Maccabi Haifa      | LHA             | 4          | 0          | CI+TC           | 0+2             | 0               | UEL                | 0                  | 0                  |             | -           | -           | 6      | 0      |
| feb.-giu. 2021  | Hapoel Kfar Saba   | LHA             | 14         | 3          | CI+TC           | 2+0             | 0               |                    | -                  | -                  |             | -           | -           | 16     | 3      |
| 2021-2022       | Hapoel Nof HaGalil | LHA             | 27         | 1          | CI+TC           | 1+0             | 0               |                    | -                  | -                  |             | -           | -           | 28     | 1      |
| 2022-2023       | Ironi K. Shmona    | LHA             | 14         | 0          | CI+TC           | 1+3             | 0               |                    | -                  | -                  |             | -           | -           | 18     | 0      |
| Totale carriera | Totale carriera    | Totale carriera | 59         | 4          |                 | 10              | 0               |                    | 0                  | 0                  |             | -           | -           | 69     | 4      |